# Claudia Schwarze

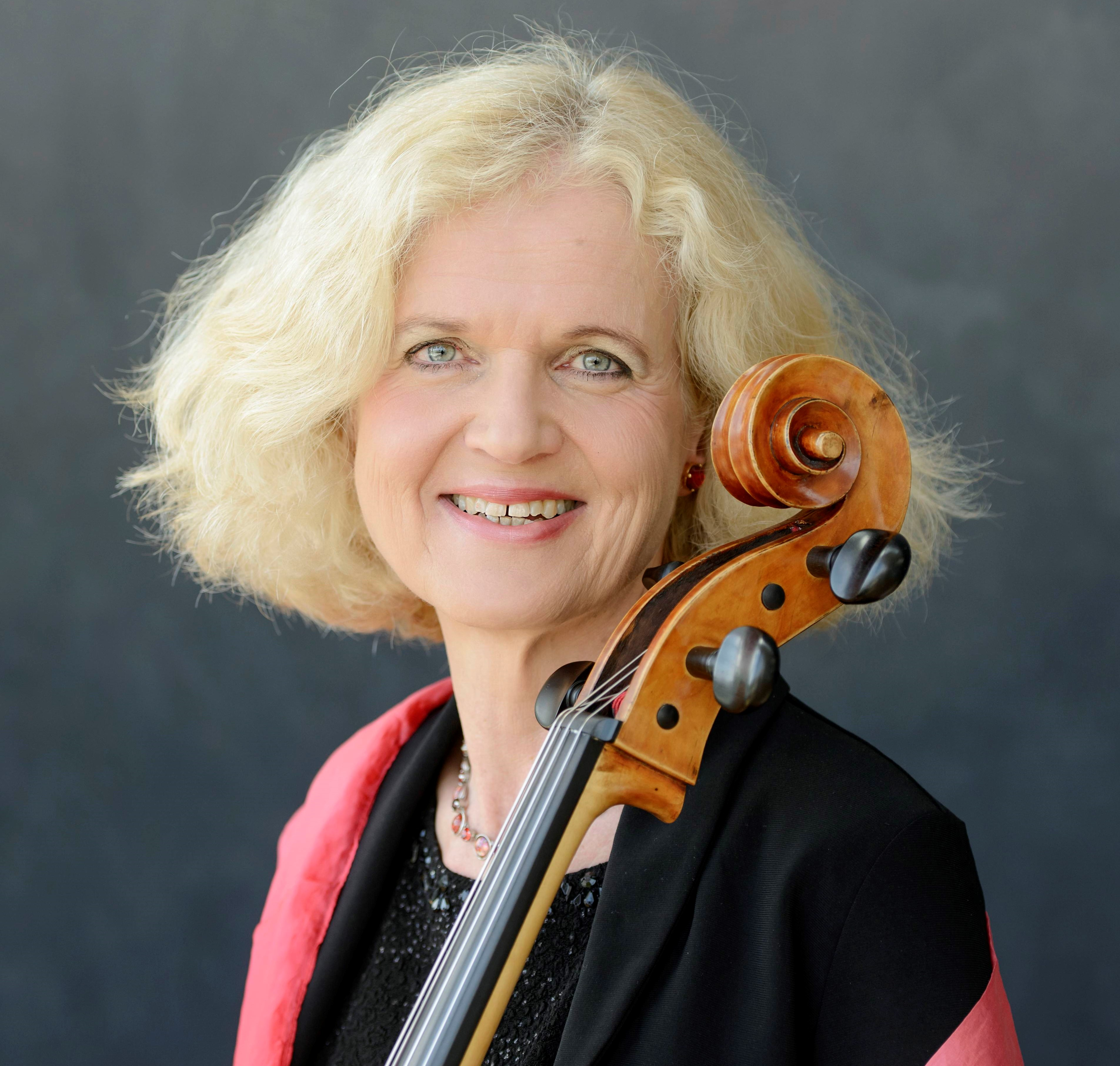
Claudia Schwarze (2018)

Claudia Schwarze (* 16. Januar 1958 in Osnabrück) ist eine deutsche Cellistin und Musikpädagogin.

## Leben
Claudia Schwarze bekam ersten Cellounterricht am Städtischen Konservatorium Osnabrück bei Josef Trumm. Als Mitglied im Bundesjugendorchester tourte sie 1974 durch Brasilien. Es folgte ein Cellostudium an der Musikhochschule Hannover bei Klaus Storck und Rudolf Metzmacher, das sie 1978 mit dem Staatlichen Instrumentallehrerexamen abschloss. Anschließend studierte sie an der Musikhochschule Lübeck bei David Geringas, wo sie 1986 das Konzertexamen ablegte. Zudem nahm sie an Meisterkursen bei Enrico Mainardi in Osnabrück, bei Lászlo Mezö an der Hochschule für Musik Franz Liszt Weimar und bei Jacqueline du Pré in London teil.
Seit 1978 unterrichtet sie als Cello- und Kammermusikpädagogin freiberuflich u. a. in Hannover, Hamburg, Kassel und Erfurt. Von 2006 bis 2009 war sie Leiterin der Streicherabteilung der Musikschule Ravensburg.
Sie konzertierte als Solistin und als Kammermusikerin mit Andreas Staier, Ádám Fischer, Carola Nasdala, Hartmut Leistritz, Francesco Bottigliero, im Ensemble L’art pour l’art, mit dem Ensemble Tango Amoratado, dem Thüringer Celloensemble und der Jazzgruppe Freeport u. a. an der Schola Cantorum Paris, im Konzerthaus Berlin, in der Musikhalle Hamburg, beim Schleswig-Holstein Musikfestival, in Israel und den USA. Schwarze ist Gründungsmitglied der Ravensburger Kammersolisten und des Kammermusikvereins Erfurt, Mitglied des Salonorchesters Erfurt, des Ensembles Muytango und des Klaviertrios Trio Triton (seit 2022 mit Ralph Neubert und Marius Sima).
Als Vorstandsmitglied des Kammermusikvereins leitet sie seit 2014 die von ihr begründete Konzertreihe Sommerkonzerte in Erfurter Dorfkirchen. Seit 2022 ist sie Vorsitzende des gemeinnützigen Vereins Thüringer Schlosskonzerte.

## Auszeichnungen
- 1989: Kulturförderpreis der Stadt Kassel[19]

## Diskografie
- L'affaire Flibustier, mit Johannes Bauer, Thomas Heberer, Michel Pilz, Klaus Wolf, Michael Sievert, Manfred Zepf u. a. (Dizzi Essentials; 1989)
- Suiten für Cello Solo, Suiten Nr. 3, 4, 5 und 6 von Johann Sebastian Bach (CS-Musicmanagement, LC-Nr. 11920; 2000)
- Werke für Cello und Klavier, Sonaten von Alfred Schnittke und Sergej Prokofjew (op. 119). U. a., mit Hartmut Leistritz, Klavier (CS-Musicmanagement; 2001)
- Duos für Cello und Geige, Werke von Joseph Haydn, Zoltán Kodály, Maurice Ravel, Johan Halvorsen; mit Carola Nasdala, Violine (CS-Musicmanagement; 2001)
- Trio Triton, Klaviertrios von Bedřich Smetana (op. 15) und Dmitri Schostakowitsch (op. 67) (CS-Musicmanagement; 2002)
- Wandlungen, Kammermusik von Caspar René Hirschfeld, Trio Triton u. a. (Col Legno LC-Nr. 20218; 2004)
- Muytango: Amanacer, Tango Argentino mit Michaela Kauper, Roland Klugger, Jörg Walesch, Heiner Merk (Tonsee-Records TSEE 11-0029; 2011)
- Herbstkonzert, Werke für Violoncello und Klavier von Frédéric Chopin (op. 3), Edvard Grieg (op. 36), Ludwig van Beethoven (WoO 36) und Felix Mendelssohn Bartholdy (op. 58). Mit Ralph Neubert, Klavier (CS-Musicmanagement; 2017)
- ...wie wundervoll die Freiheit ist, Erinnerungskonzert mit Liedern und Gedichten von Fritz Löhner-Beda (CS-Musikmanagement; 2019)
- Lieben Sie Brahms? Ein Johannes-Brahms-Abend. Mit Gundula Mantu, Julian Freibott und Ralph Neubert (CS-Musikmanagement; 2020)